# Aleksander Dziewa
Aleksander Dziewa (Konin, 6 novembre 1997) è un cestista polacco.

## Carriera
Con la Polonia ha disputato i Campionati europei del 2022.

## Palmarès
- Campionato polacco: 1

Śląsk Breslavia: 2021-22